# Bison latifrons
Bison latifrons es una especie extinta de la familia de los bóvidos, que vivió en Norteamérica durante el Pleistoceno. También conocido como el bisonte gigante, o bisonte de la era de hielo, alcanzaba unas dimensiones superiores a las de los bisontes modernos.

## Descripción

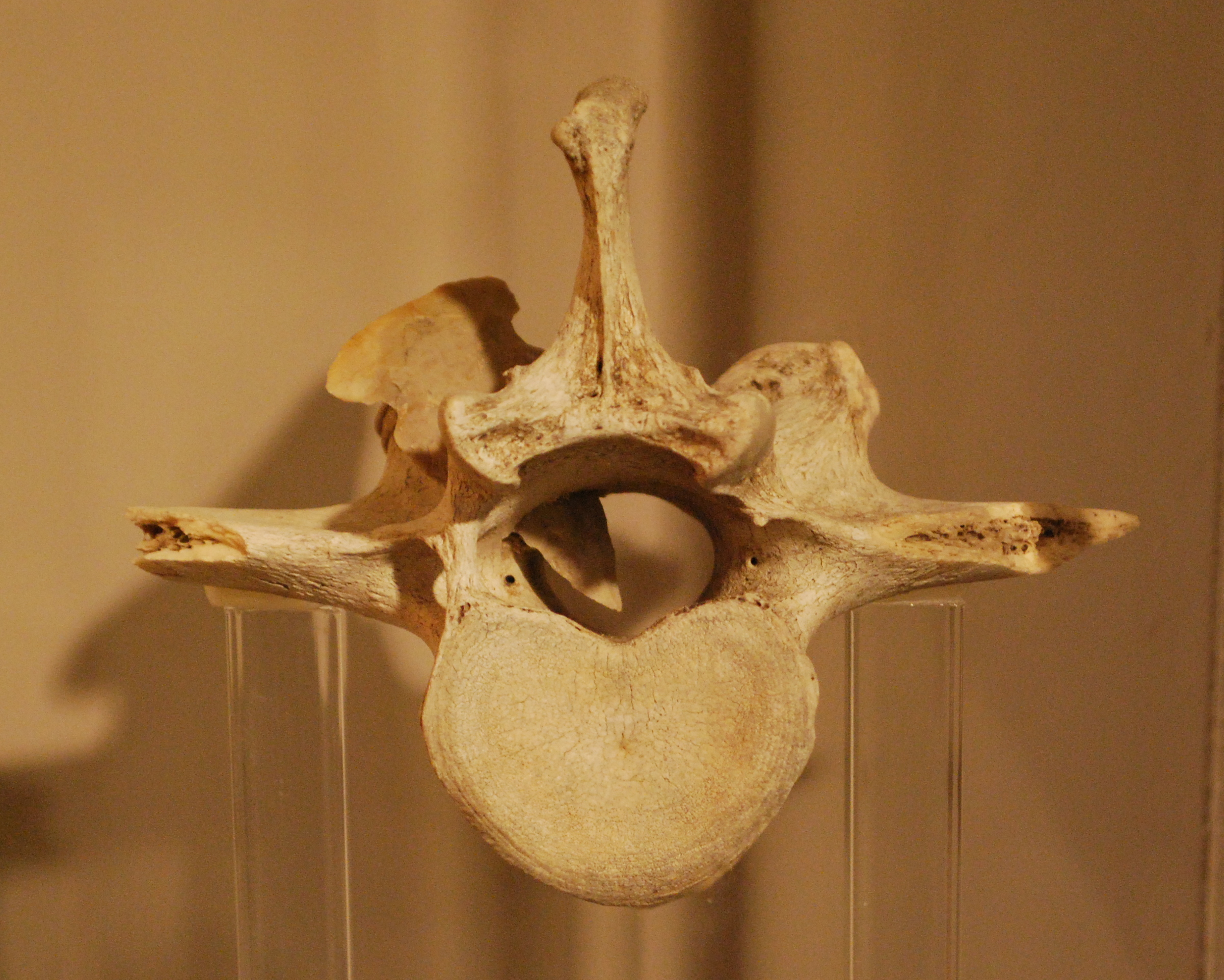
Vértebra con una punta de atlatl

B. latifrons alcanzaba una altura a los hombros de 2.5 metros y pesaba unos 2000 kilogramos. Compite con el "búfalo gigante" Pelorovis por el título del mayor bóvido que haya existido. Los cuernos de B. latifrons llegaban a medir 213 centímetros de punta a punta, en comparación con los apenas 66 centímetros en el bisonte americano actual. Estas dimensiones son mucho mayores que las de cualquier bóvido moderno, incluyendo a los bisontes actuales — el bisonte americano y el bisonte europeo. Basándose en la comparación de los huesos de las extremidades entre B. latifrons y B. bison, se estima que la masa del primero era entre 25 % a 50 % mayor que la del último. De hecho, B. latifrons es posiblemente el mayor bóvido conocido en el registro fósil.

## Evolución
Se piensa que B. latifrons evolucionó en la zona media continental de Norteamérica a partir del bisonte de estepa, Bison priscus, otra especie prehistórica de bisonte la cual migró a través del puente terrestre de Beringia hace entre 240 000 a 220 000 años. B. latifrons fue una de las muchas especies de la megafauna norteamericana la cual se extinguió durante la transición del Pleistoceno al Holoceno (un evento conocido como la extinción del Cuaternario). Se considera que desapareció hace unos 33 000 a 21 000 años, a finales de la glaciación de Wisconsin. Esta especie fue reemplazada por el menor Bison antiquus, la cual a su vez evolucionó en el aún menor Bison bison — el bisonte americano — hace unos 10.000 años.

## Hábitat y comportamiento

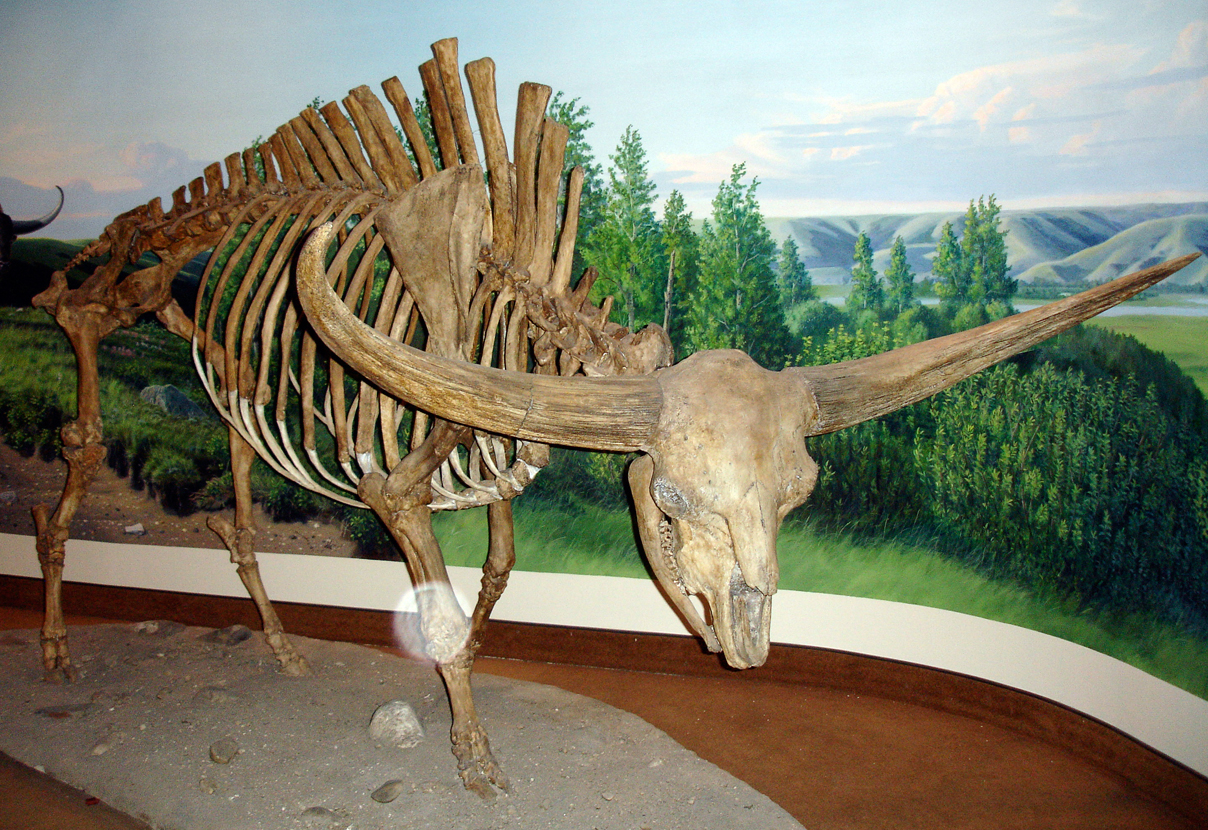
Esqueleto de Bison latifrons

Se cree que este gran herbívoro vivía en pequeños grupos familiares, paciendo en las Grandes Llanuras y también devorando hojas en los bosques de Norteamérica. Los grandes y gruesos cuernos de los machos pueden haber sido empleados como un elemento disuasorio contra los grandes carnívoros como el felino dientes de sable Smilodon y el oso de cara corta, y también para establecer la jerarquía en peleas con otros machos por el derecho a aparearse.